# Tempeleconomie
Tempeleconomie is een term die in de assyriologie en archeologie van Voor-Azië wordt gebruikt om onder andere te verwijzen naar een geschiedkundige these, volgens dewelke in Sumerisch Mesopotamië elke economische activiteit op de tempel zou zijn gericht. Deze staatskapitalistische economische orde zou aan de theocratische grondgedachte zijn ontsprongen, dat de ganse gemeenschap aan een godheid of een godenfamilie als volledig bezit eigen was, die door de ensik, de priestervorsten van de toenmalige stadstaat, werden vertegenwoordigd. De relatie tussen de godheden en hun aardse stadhouders was hierdoor vergelijkbaar met die tussen landeigenaren en hun rentmeesters.

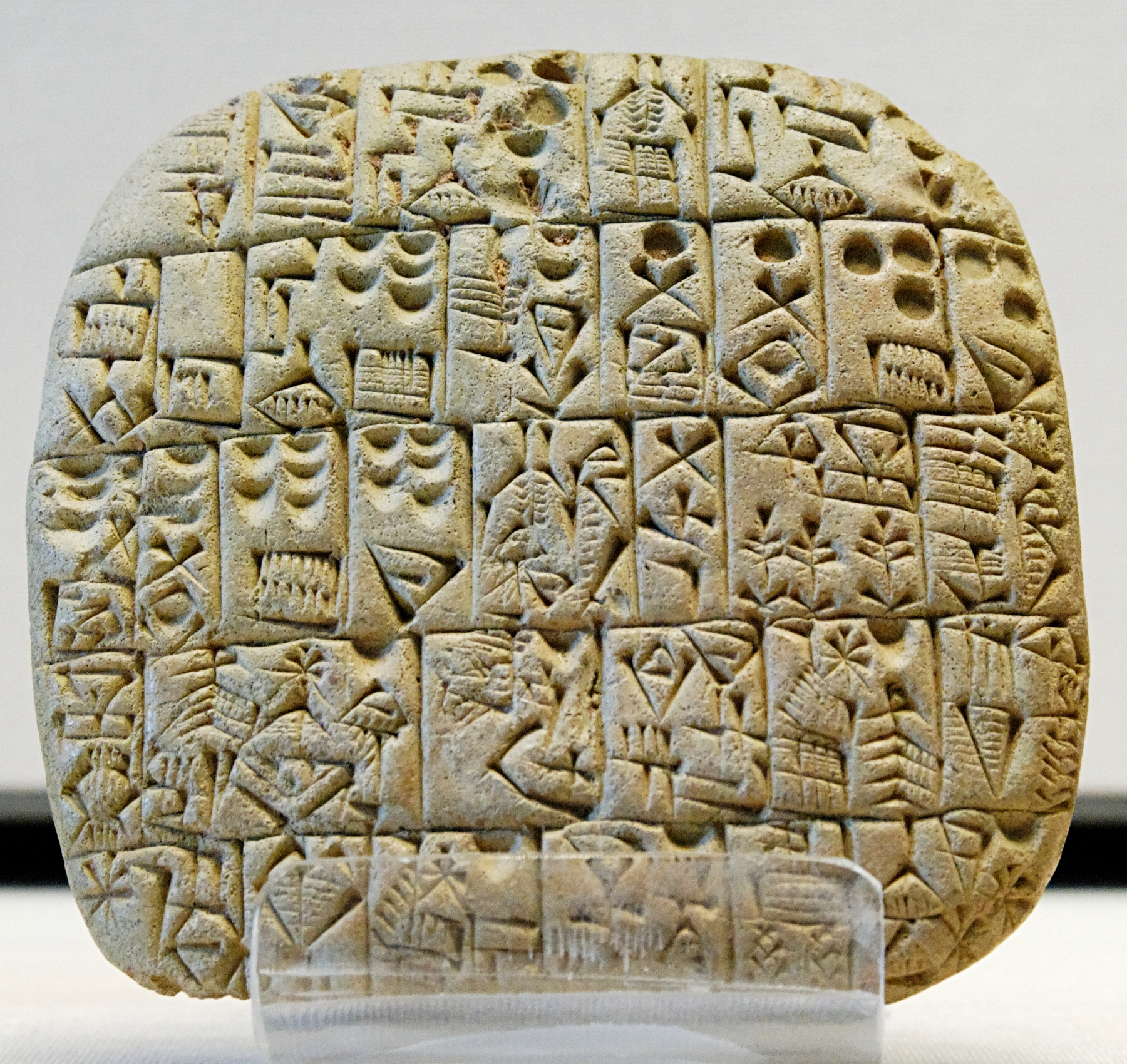
Spijkerschrifttablet met bouwterreinverdrag, Šuruppak, omstreeks 2600 v.Chr.

De these werd aan het begin van de 20e eeuw ontwikkeld, nadat in Tello (huidige Girsu) hierop wijzende teksten waren gevonden geworden, die werden gedateerd in de 24e eeuw v.Chr. Op grond van de oudst beschreven kleitabletten uit het tempelcomplex van Uruk, die eveneens over economisch beleid gingen, wordt aangenomen, dat de tempeleconomie in Mesopotamië sinds het 4e millennium v.Chr. een algemeen fenomeen zou zijn geweest.
Deze aanname is tegen het eind van de 20e eeuw steeds meer onder vuur komen te liggen, maar is weliswaar niet volledig verdwenen uit het historisch onderzoek. Aan de hand van archeologische vondsten werd op duidelijke aanwijzingen van private economische activiteit respectievelijk het volledige ontbreken van een gecentraliseerde tempel- en economische domeinen in andere nederzettingen gewezen, evenals op een duidelijk onderscheid tussen bestuursambtenaren en cultuspersoneel. Een ander punt van kritiek is van een onderzoekssystematische aard, namelijk dat wordt bemerkt, dat de keuze van centrale nederzettingen als favoriete opgravingsplaatsen onvermijdelijk tot de misleidende indruk van gecentraliseerde organisatievormen heeft geleid.
In het oude Egypte van de farao's waren de goden- en dodentempels de belangrijkste economische redistributiecentra. Ten tijde van het Oude Rijk en deels ook ten tijde van het Middenrijk was de economische en culturele eenmaking van Egypte met de rol van de piramidenbouw vervlochten. De koninklijke residentie lag samen met de dodentempel bij de piramidenstad, in welke de goederen uit alle gouwen en provincies werden samengebracht en verdeeld over het Rijk. Ten tijde van het Nieuwe Rijk en de Late Periode waren vooral de grote godentempels, in het bijzonder in Thebe en Memphis, de economische bestuurs- en herverdelingscentra.
Ook aldus niet zo als ontwikkeld beschouwde verschijningsvormen van intensieve economische vervlechtingen van religieuze centra en de daarin werkende personen (tempel, priester), bijvoorbeeld in het oude Griekenland of Indië, worden soms ook met de term tempeleconomie aangeduid. De Egyptenaren geloofden in veel goden en gaven hun ook veel offers.